# Donji Kukuruzari
Donji Kukuruzari è un comune della Croazia di 2 830 abitanti della regione di Sisak e della Moslavina.